# Cassius (Mediziner)
Cassius war ein berühmter in Rom wirkender Arzt in der Zeit der Kaiser Augustus und Tiberius.

## Leben
Über das Leben des Cassius ist wenig bekannt. Plinius der Ältere erwähnt ihn unter den berühmtesten Ärzten in Rom. Diese behandelten die führenden Männer und bezogen ein beträchtliches Jahreseinkommen von zirka 250.000 Sesterzen. Celsus würdigt ihn als einen der begabtesten Ärzte seiner Zeit.

## Wirken als Arzt
Celsus stellt im Prooemium seines Werkes De medicina die geistigen Strömungen der Medizin seiner Zeit dar. Zwischen Ärzten, die von allgemeinen Theorien ausgehen und solchen, denen die individuelle Beobachtung des einzelnen Patienten wichtiger ist, besteht ein großer Dissens. Cassius gehört zu den sorgfältigen Beobachtern. Wie Celsus schildert, erfragt er von seinen Patienten den Anfang ihres Leidens – in diesem Fall ein Rausch (ebrietas) – und richtet danach die Behandlung; die Behandlung bestand in Schlafen, Schwitzen und Trinken von kaltem Wasser.
Später beschreibt Celsus eine schmerzhafte Reizung des Blinddarms (caecum). Dagegen hat Cassius ein Medikament, genannt colicon entwickelt. Die Ingredienzien sind Kostwurz, Anis, Bibergeil, Petersilie, Pfeffer, Mohnsaft, Binse, Myrrhe und Narde. Celsus gibt noch ein weiteres Rezept des Cassius gegen Magenschmerzen an (colice).
Es spricht für die Bekanntheit des Cassius, dass auch der zeitgleich schreibende Scribonius Largus Cassius’ Rezept gegen Magenschmerzen in seine Sammlung Compositiones aufnahm, nicht ohne zu erwähnen, dass es in den höchsten Kreisen verwendet wurde. Daneben überliefert Scribonius Largus noch ein Antidot des Arztes, das nicht nur gegen Gift, Schlangenbiss und Biss tollwütiger Hunde hilft, sondern auch gegen Husten.